# Анучин, Василий Иванович
Анучин Василий Иванович (1875—1941) — этнограф, прозаик, публицист, близкий социалистам-революционерам и сибирским областникам политический деятель, профессор Казанского университета.

## Биография
Родился в 1875 в с. Базаиха Енисейской губернии в мещанской семье. В 1886 году окончил церковно-приходскую школу, в 1891 — Красноярское духовное училище, поступил в Томскую духовную семинарию, но в 1896 по собственному прошению был отчислен.
В 1897 году переехал в Санкт-Петербург, где окончив археологический институт в Санкт-Петербурге, работал в Музее антропологии АН. Занимался изучением народов Сибири. В 1905—1909 гг. участвовал в экспедициях к енисейским кетам.
Начиная с 1900 г. публикует литературные произведения, в 1914 г. в Петербурге издаются его «Очерки шаманства у енисейских остяков». В декабре 1904 г. заочно избран правителем дел Красноярского подотдела Восточно-Сибирского отдела ИРГО, но уже в 1906 г. снят с должности в связи с контрпродуктивностью работы.
В ходе Первой русской революции примыкает к эсерам, в течение полугода издаёт газету «Красноярский дневник». Неудачно пытался избраться в Государственную думу, поддержал кандидатуру Вл. М. Крутовского.
В 1910 г. переезжает в Санкт-Петербург, осенью 1911 г. обосновался в Томске и зарабатывал на жизнь публичными лекциями и статьями в периодике. Проявлял себя как сторонник сибирского областничества, входил с состав т. н. «Потанинского кружка».
В 1917 году, после февральской революции, стал членом, а затем заместителем председателя Временного комитета общественного порядка и безопасности в Томске. Был избран также депутатом Томского губернского народного собрания, однако дальнейшему карьерному росту Анучина воспрепятствовал А. В. Адрианов, начавший со страниц «Сибирской жизни» успешную кампанию по его дискредитации.
6 марта 1918 г. в Улале был избран председателем инородческого съезда, на котором выступает за создание автономного Каракорум-Алтайского округа и дальнейшее объединение земель алтайцев, хакасов, тувинцев и монголов в единую республику Ойрот. Позднее работал в комитете по национальным делам Сибирской областной думы.
После октябрьской революции за политическую деятельность его 17 раз арестовывали и дважды приговаривали к смертной казни. В сентябре 1922 года был арестован ЧК и был обвинен в подготовке отделения Сибири от России, затем сослан в Казань с разрешением научной работы в университете. В Казани Василий Иванович служил секретарём по научным поручениям, постоянно находился под надзором ОГПУ. После ареста и высылки в 1923—1924 гг. руководителем ОИАЭ, обвинённых в монархизме и поддержке патриарха Тихона, в декабре 1924 года также лишён права преподать и выслан в Весьегонск Тверской губернии с запрещением проживания в студенческих городах до 1926 года.
В 1925 году по пути в Тверь встретился в Москве с Ф. Э. Дзержинским, в результате чего высылку отменили, и Василий Иванович был назначен в Казанский университет профессором.
В 1929 году переехал в Самарканд, где и работал до кончины в местном педагогическом институте, присвоив себе учёное звание профессора. Умер ссыльным.
Некоторыми историками считается фальсификатором, частично подделавшим свою переписку с Лениным и М. Горьким.